# NGC 1183
NGC 1183 је појединачна звезда у сазвежђу Персеј која се налази на NGC листи објеката дубоког неба.
Деклинација објекта је + 42° 22' 10" а ректасцензија 3h 4m 46,1s. Привидна величина (магнитуда) објекта NGC 1183 износи 14,7 а фотографска магнитуда 13,9.